# ياكوب برون لارسن
جاكوب برون لارسن  (ولد في 19 سبتمبر 1998) لاعب كرة القدم دنماركي يلعب في مركز الجناح مع نادي هوفنهايم. شارك اللاعب في الألعاب الأوليمبية الصيفية عام 2016.

## مسيرته الكروية

### بوروسيا دورتموند
في عام 2015، إنضم برون لارسن إلى بوروسيا دورتموند قادمًا من شباب لينغبي. في موسمه الأول، شارك اللاعب مع فريق تحت 17 سنة وحقق لقب الدوري معه. ترقّى لفريق تحت 19 سنة في الموسم اللاحق، وحقق لقب الدوري مرتين متتاليتين في 2015-16 و2016-17، وكان هداف الفريق في الموسم الأخير. في 26 أكتوبر 2016، شارك في أول مباراة له مع الفريق الأول، وكانت الجولة الثانية من كأس ألمانيا ضد يونيون برلين، صنع فيها هدف وإنتهت بفوز دورتموند. لاحقًا، توجّ دورتموند بلقب كأس ألمانيا، فكان أول لقب إحترافي في مسيرة لارسن. في 15 مارس 2017، أعلن بوروسيا دورتموند تمديد عقده حتى عام 2021. في 20 سبتمبر 2017، لعب لارسن في أول مباراة له في الدوري الألماني، وكانت ضد هامبورغ، حين دخل بديلًا في آخر دقائق المباراة.

### الإعارة لشتوتغارت
في 23 يناير 2018، أعير برون لارسن إلى شتوتغارت في لمدة نصف موسم. شارك اللاعب في 4 مباريات، منها مباراة ضد دورتموند ومباراة ضد بايرن ميونيخ.

### العودة إلى دورتموند
مع بداية موسم 2018-19، عاد لارسن إلى دورتموند وحصل على دور مهم في تشكيلة لوسيان فافر. في 26 سبتمبر 2018، سجل هدفًا وصنع آخر في إنتصار دورتموند 7-0 ضد نورنبيرغ. بعد ثلاثة أيام، سجل لارسن الهدف الأول في مباراة دورتموند ضد ليفركوزين، وساهم في عودة الفريق من 2-0 إلى 4-2. شارك اللاعب في أول مباراة له في دوري أبطال أوروبا ضد موناكو في دور المجموعات، سجل فيها هدف وقدّم بتمريرة حاسمة. دورتموند أنهى الدوري في المركز الثاني خلف بايرن ميونيخ بفارق نقطتين فقط. في 3 أغسطس 2019، لعب لارسن في مباراة كأس السوبر ضد بايرن مونيخ، حيث فاز دورتموند 2-0 وحقق لارسن لقبه الثاني مع الفريق.

### هوفنهايم
في 31 يناير 2020، إنتقل اللاعب إلى نادي هوفنهايم في عقد لمدة أربع سنوات ونصف. شارك اللاعب في 11 مباراة بالدوري، وساهم في تأمين المركز السادس وتأهل النادي إلى الدوري الأوربي.

## مسيرته الدولية
مثّل اللاعب منتخب الدنمارك الأولمبي في أولومبياد ريو دي جانيرو عام 2016 حيث وصل إلى ربع النهائي. شارك للمرة الأولى مع المنتخب الدنماركي الأول ضد كوسوفو بمباراة وديّة أقيمت في 21 مارس 2019.

## الإحصائيات

### النادي
| النادي           | الموسم        | الدوري | الدوري | الكأس | الكأس | البطولات القارية | البطولات القارية | أخرى | أخرى  | مجموع | مجموع |
| النادي           | الموسم        | لعب    | أهداف  | لعب   | أهداف | لعب              | أهداف            | لعب  | أهداف | لعب   | أهداف |
| ---------------- | ------------- | ------ | ------ | ----- | ----- | ---------------- | ---------------- | ---- | ----- | ----- | ----- |
| بوروسيا دورتموند | 2016-17       | 0      | 0      | 1     | 0     | 0                | 0                | 0    | 0     | 1     | 0     |
| بوروسيا دورتموند | 2017-18       | 1      | 0      | 0     | 0     | 0                | 0                | 0    | 0     | 1     | 0     |
| بوروسيا دورتموند | 2018-19       | 24     | 2      | 1     | 0     | 5                | 1                | 0    | 0     | 30    | 3     |
| بوروسيا دورتموند | 2019-20       | 4      | 0      | 2     | 0     | 2                | 0                | 1    | 0     | 9     | 0     |
| بوروسيا دورتموند | مجموع         | 29     | 2      | 4     | 0     | 7                | 1                | 1    | 0     | 41    | 3     |
| شتوتغارت (اعارة) | 2017-18       | 4      | 0      | 0     | 0     | 0                | 0                | 0    | 0     | 4     | 0     |
| هوفنهايم         | 2019-20       | 11     | 0      | 1     | 0     | 0                | 0                | 0    | 0     | 12    | 0     |
| مجموع المهنية    | مجموع المهنية | 44     | 2      | 5     | 0     | 7                | 1                | 1    | 0     | 57    | 3     |

## إنجازات
- كأس ألمانيا: 2016-17
- كأس السوبر الألماني: 2019

## روابط خارجية
- ياكوب برون لارسن على موقع الاتحاد الأوربي (الإنجليزية)
- ياكوب برون لارسن على موقع قاعدة بيانات كرة القدم.إي يو (الإنجليزية)
- ياكوب برون لارسن على موقع ناشيونال فوتبول تيمز (الإنجليزية)
- ياكوب برون لارسن على موقع Soccerbase.com (لاعب) (الإنجليزية)
- ياكوب برون لارسن على موقع Soccerway.com (الإنجليزية)
- ياكوب برون لارسن على موقع عالم كرة القدم.نت (الإنجليزية)
- ياكوب برون لارسن على موقع أوليمبيديا (الإنجليزية)